# Gösta Algeskog
Gösta Evald Algeskog, född 6 december 1923 i Göteborgs Carl Johans församling, död där 11 december 2003, var en svensk bowlingspelare, och Sveriges mest framstående bowlare under större delen av 1950-talet och lite in på 1960-talet.
Bland hans meriter märks individuellt VM-guld 1954, VM-silver 1958, EM-silver 1962, SM-guld 1957 och 1962. I 6-mannalag erhöll han EM-guld 1962 och 1965 samt 1965 även EM-guld i 5-mannalag. Han spelade i svenska bowlinglandslaget 1953–1967.
Gösta Algeskog är begravd på Mariebergs kyrkogård i Göteborg.